# Кевр ет Валсери
Кевр ет Валсери (фр. Coeuvres-et-Valsery) насеље је и општина у североисточној Француској у региону Пикардија, у департману Ен (Пикардија) која припада префектури Соасон.
По подацима из 2011. године у општини је живело 462 становника, а густина насељености је износила 36,9 становника/km². Општина се простире на површини од 12,52 km². Налази се на средњој надморској висини од 137 метара (максималној 154 m, а минималној 59 m).

## Демографија
| 1962. | 1968. | 1975. | 1982. | 1990. | 1999. | 2011. |
| ----- | ----- | ----- | ----- | ----- | ----- | ----- |
| 351   | 402   | 399   | 480   | 449   | 432   | 462   |

График промене броја становника у току последњих година